# Pascal Monkam
Pour les articles homonymes, voir Monkam.
Pascal Monkam est un homme d'affaires multi-milliardaire camerounais né en 1929 à Bakassa et mort le 27 février 2021 en Afrique du Sud. 
Il est le propriétaire d'hôtels de luxe au Cameroun et en Afrique du Sud, notamment la chaîne d'hôtels La Falaise.

## Biographie

### Enfance et débuts
Pascal Monkam ou Nzaa Menkam Niassie Monkam Pascal est né à Bakassa dans le Haut-Nkam en 1929. Il est le 3e d'une fratrie de 7 enfants dont 7 survivront. Fils de Ndieuh Nganou et de Leukam, tous deux paysans. Dès 5 ans, il accompagne son père au marché des chèvres de Bakassa où celui-ci est vendeur. Il perd son père très jeune. Il fait ses premières années d'études à l'école catholique de Banka ; suivant les traces de son frère ainé Michel Mbouhé, accueilli plus tôt par des prêtres missionnaires. Ce premier contact lui permet de devenir enfant de chœur à l'église. Il fait le cours ABC 1 et ABC 2. Malade, il interrompt ses études à l'âge de 9 ans. Il vit un moment avec son grand frère Michel lorsqu'il émigre vers Douala, capitale économique du Cameroun, à l'âge de 12 ans. Il rejoint ainsi son frère Michel Mbouhé qui y tient un commerce de bananes.
Il commence son activité commerciale par la vente de bonbons dans les pirogues.

### Carrière

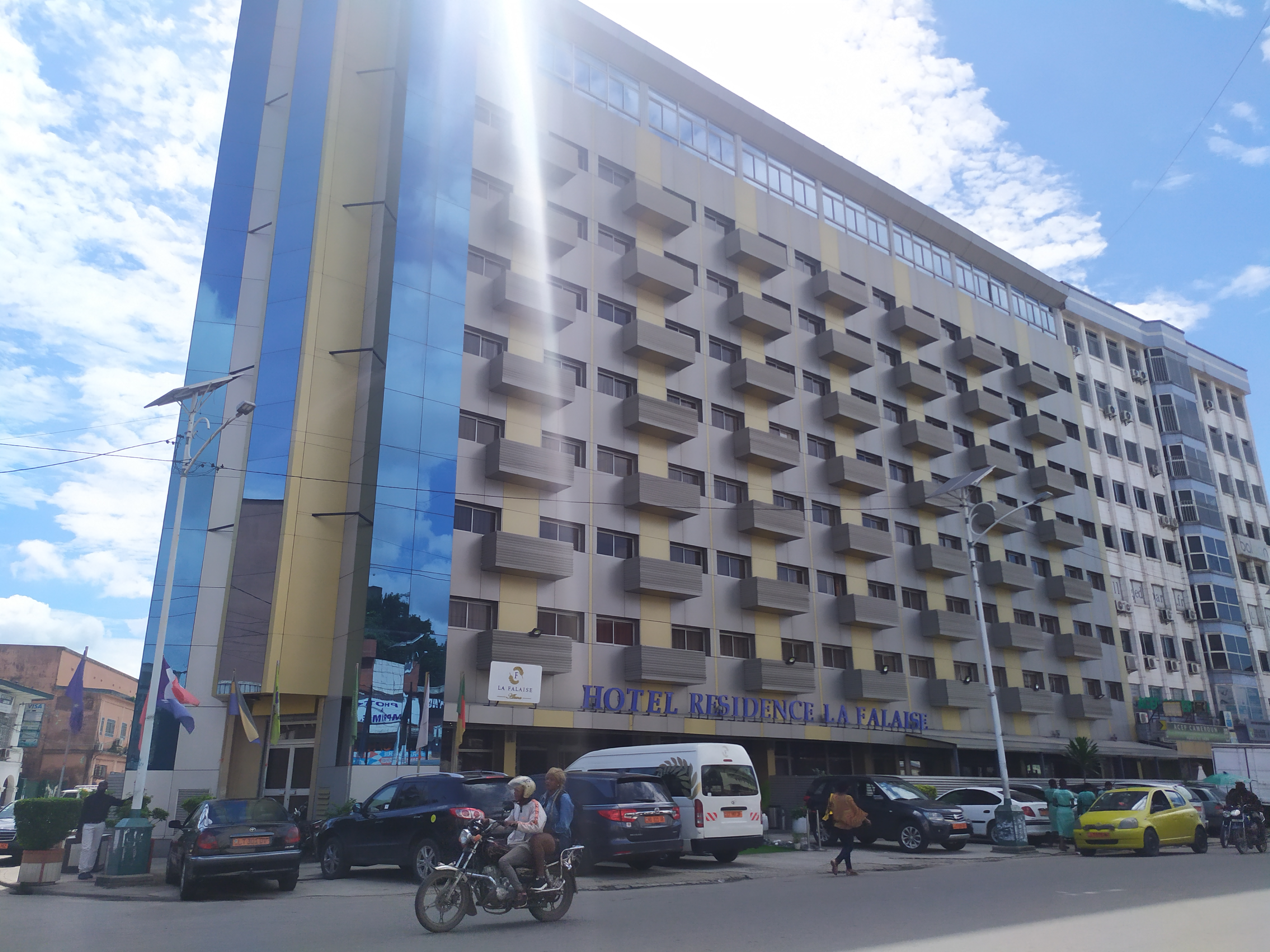
Hotel Residence la Falaise à Akwa Douala.

Pascal Monkam est président-directeur général du groupe Société des Établissements Monkam (SEM) qu'il crée au début des années 1960. 
Son beau-père Jean, (père de sa 1re épouse Jeanne, fait un prêt de 300 000 francs CFA à Pascal Monkam pour qu'il lance son affaire en s'achetant son premier hôtel « Coin du Plaisir ». 
En 1972, Pascal Monkam crée les hôtels La Falaise par un premier hôtel qu'il fait construire à Bonanjo, quartier huppé de Douala où vivaient les anciens colons français. Pascal Monkam possède plusieurs hôtels La Falaise des quartiers de Bonanjo, Akwa et Bonapriso à Douala, ceux de Bafang et Yaoundé, ainsi qu'une chaîne d'hôtels en Afrique du Sud. Il y est propriétaire de tours jumelles à son nom et de trois hôtels à Pretoria.

### Rumeur de décès et mort
Pascal Monkam, dans un état de santé critique, est transporté en Afrique du Sud dans le cadre d'une évacuation sanitaire. La vidéo de son arrivée circule alors sur les réseaux sociaux, où l'on peut le voir dans un caisson spécial, équipé d'un respirateur artificiel.
| Vidéo externe |                                                                                              |
|               | Hommage à Pascal Momkam, aéroport militaire de Douala (8 avril 2021), Canal 2 International. |

Le 18 février 2021, de nombreux journaux et médias annoncent le décès de l'homme d'affaires,. Mais quelques heures plus tard, l'information est démentie par son fils, Alain-Christian Monkam, puis par la chaîne officielle de l'État, la CRTV.  
Pascal Monkam meurt le 27 février 2021 en Afrique du Sud. Il est inhumé le samedi 10 avril 2021 dans son village natal de Bakassa - Ouest Cameroun.

### Vie privée
Pascal Monkam est polygame. Il a cinq épouses : Jeanne, Jacqueline, Jeannette, Dorothée et Chantal. Il est père de seize enfants dont l'avocat aux barreaux de Paris et de Londres, Alain-Christian Monkam,.

### Affaires judiciaires
Sur la requête de Alain-Christian Monkam, avocat, et datée du 5 mars 2021, le tribunal de première instance (TPI) de Douala constate le conflit familial et ordonne le 27 mai 2021 de placer sous séquestre les biens et revenus du défunt qui se trouvent dans la région du Littoral.
Une partie de la famille forme un recours devant la cour d'appel du Littoral. Une première audience est fixée au 25 juin 2021.

## Distinctions
- Pascal Monkam est Grand Cordon de l'ordre de la Valeur[2] décerné en 2019 par Paul Biya, président de la République du Cameroun.
- Grand cordon du mérite camerounais à titre posthume, décerné samedi 10 avril 2021, par Bello Bouba Maigari, ministre du tourisme.